# Cookie-Dropping
Das Cookie-Dropping ist eine Betrugsmethode innerhalb des Affiliate-Marketings, die beim Cookie-Tracking ansetzt und für den normalen Internetnutzer nicht ersichtlich ist. Bei der Methode geht es um das gezielte Platzieren von für das Tracking relevanten Cookies von Affiliate-Netzwerken.

## Ablauf
Normalerweise werden Cookies im Kontext des Affiliate-Marketings erst dann im Browser eines Internetnutzers hinterlegt, wenn dieser aktiv auf ein entsprechendes Werbemittel klickt und dadurch über den Webserver des Affiliate-Netzwerkes zur Webseite des Merchants weitergeleitet wird.
Beim Cookie-Dropping werden diese Klicks allerdings künstlich erzeugt, ohne dass vom Besucher eine aktive Handlung ausgeht. Wenn ein Internetnutzer über solch einen untergeschobenen Klick einen bestimmten Cookie eines Affiliate-Netzwerkes erhält und er im weiteren Verlauf seiner Internetaktivitäten eine Transaktion auf der Webseite dieses Merchants ausführt, würde der betrügerische Affiliate unberechtigterweise als Vermittler identifiziert werden und eine Provision erhalten.

## Funktionsweise Cookie-Tracking
Cookie Dropping ist als Internetbetrug zu werten, da es durch das Simulieren eines Klicks durch ein Schadprogramm oder von einem HTML-Tag auf einer befallenen Webseite erzeugt wurde. Damit wird dem Browser des Nutzers ein oder mehrere Cookies bestimmter Partnerprogramme verpasst, ohne dass der User auf ein Werbemittel des Affiliates geklickt hat. Sollte der User nun eine Bestellung ausführen, erhält der Affiliate, der ihm den Cookie untergeschoben hat, eine Provision für den Verkauf, ohne eine eigenständige Werbeleistung zu erbringen. Voraussetzung ist, dass die HTTP-Cookies im eigenen Webbrowser nicht deaktiviert sind. Dadurch, dass praktisch alle Programme nur mit Cookies funktionieren, ist dieser Betrugsmethode Tür und Tor geöffnet.

## Last Cookie Wins
Beim Pay per Lead und Pay-per-Sale gilt seitens der Merchants und der Affiliate-Netzwerke der Grundsatz „last cookie wins“, was bedeutet, dass nur der Affiliate, welcher die letzte Vermittlung vor einem Kauf erbracht hat, vergütet wird. Angenommen ein Internetnutzer wird durch einen Klick auf ein Werbemittel regulär vermittelt und bekommt einen Cookie hinterlegt. So könnte dieser Cookie von Affiliates mit betrügerischen Absichten überschrieben werden. Im Falle einer später erfolgenden Transaktion auf einer Webseite eines Merchants, würde dadurch nicht der ehrliche Affiliate der den Besucher ursprünglich vermittelt hat, sondern der betrügerische Affiliate die Provision erhalten. Cookie-Dropping schadet nicht nur den Merchants, sondern auch den ehrlichen Affiliates.